# Зорана Шулц
Зорана Шулц (1960) је српска књижевница која живи и ради у Немачкој. Појавила се на књижевној сцени 2013. године романом Укус греха који је био бестселер, и имао чак једанаест издања. Завршила је студије психологије. Има две ћерке Талију и Александру.

## Дела
Романи
- Укус греха (2013, Вулкан издаваштво)
- Стани срце (2014)
- Жонглер (2015)
- Трен неизбежног (2016)
- Преплитање (2017)
- Повратак у живот (2019)
- Вртешка (2020)[2]